# 나가오촌 (효고현 아리마군)
나가오촌(長尾村)은 효고현 아리마군에 있던 촌이다. 현재의 고베시 기타구 나가오정에 해당한다.

## 역사
- 1889년 4월 1일 - 정촌제 시행에 의해 8촌의 구역을 가지고 도조촌이 성립하였다.
- 1902년 5월 1일 - 도조촌에서 분립해 나가오촌이 성립하였다.
- 1955년 10월 15일 - 고베시 효구구에 편입해, 동일 나가오촌은 폐지되었다.

## 교통

### 철도
고베전기 철도 산다선이 촌내에 지나가지만 역은 소재하지 않았다.

## 참고문헌
- 『伝家之宝典 自治団体之沿革 兵庫県之部』 篠田皇民 著、東京都民新聞社地方自治調査会、1932年（国立国会図書館デジタルコレクション）